# Vicepresidente de la Unión de las Comoras
El vicepresidente de la Unión de las Comoras es el que ostenta las funciones de presidente en caso de enfermedad, ausencia o cualquier caso en el que el jefe de Estado, o sea, el presidente, no pueda ejercer sus funciones. El puesto en sí tiene una duración de 4 años junto con el cargo del presidente, sin embargo, ha habido casos en los que por alguna u otra razón, el cargo se ha prolongado durante 5 años. Son tres personas las que ostentan este título, siendo el primero el que tome el cargo de presidente en caso de incidente protagonizado por el jefe de Estado; y en caso del primer vicepresidente tener que ausentarse, el segundo tomará el puesto de presidente, y así sucesivamente.